# Finlay Knox
Finlay Knox, född 8 januari 2001, är en kanadensisk simmare.

## Karriär
På världsmästerskapen i simning kortbana år 2022 tog Knox brons på såväl 100 meter medley som 200 meter medley. I februari 2024 vid VM i Doha tog Knox guld på 200 meter medley.